# Dragons: Rescue Riders
Dragons: Rescue Riders (Nederlandse titel: Draken: Reddingsrijders) is een computergeanimeerde Netflix Original (seizoen 1-2 en specials) en Peacock-serie (seizoen 3-6). De serie is gebaseerd op How to Train Your Dragon van DreamWorks Animation en de boeken geschreven door Cressida Cowell. Na de eerste uitzending van het zesde seizoen is bekendgemaakt dat hetzelfde seizoen mogelijk de afsluiting is van de serie, het is echter nog niet bevestigd of de serie is afgelopen of niet.

## Plot
De tweeling Dak en Leyla zijn toen ze klein waren gered door een moederdraak en door haar grootgebracht. Tijdens hun opvoeding leerden ze om 'Draaks' te spreken, alle andere menselijke personages in de serie verstaan 'Draaks' enkel als gebrul en gegrom. Ze wijden hun leven aan het helpen en redden van andere draken en de inwoners van het fictieve Noorse dorpje Huttsgloren (Huttsgalor). Wanneer de tweeling en de draken intrekken in het dorp krijgen ze de naam ‘Reddingsrijders’ van Dugard, de chief van Huttsgloren. Magnus Finke, een inwoner van Huttsgloren, is de enige inwoner van het dorp die de Reddingsrijders niet vertrouwt, hij doet er alles aan om de Reddingsrijders te laten verdwijnen van het eiland.

## Afleveringen
| Seizoen  | Afleveringen | Eerste uitzenddatum |
| -------- | ------------ | ------------------- |
| 1        | 14           | 27 september 2019   |
| 2        | 12           | 7 februari 2020     |
| Specials | 3            | 27 maart 2020       |
| 3        | 6            | 24 november 2021    |
| 4        | 6            | 3 februari 2022     |
| 5        | 6            | 19 mei 2022         |
| 6        | 6            | 29 september 2022   |

## Stemverdeling
| Nederlandse naam personage | Originele naam personage | Amerikaanse stem       | Britse stem           | Nederlandse stem                          |
| -------------------------- | ------------------------ | ---------------------- | --------------------- | ----------------------------------------- |
| Dak                        | Dak                      | Nicolas Cantu          | Ethan Sefton          | Jelle Stout                               |
| Leyla                      | Leyla                    | Brennley Brown         | Eleanor Hughes        | Sarah Nauta                               |
| Vlieger                    | Winger                   | Zach Callison          | Stanley Jarvis        | Ricardo Blei                              |
| Zomer                      | Summer                   | Skai Jackson           | Jasmine Calvert       | Vajèn van den Bosch & Priscilla Knetemann |
| Borger                     | Burple                   | Noah Kaye Bentley      | Alfie Bisseker        | Anne van Veen                             |
| Snijder                    | Cutter                   | Andre Robinson         | William Hughes        | Jary Beekhuizen                           |
| Aggie                      | Aggro                    | Marsai Martin          | Maisie Marsh          | Roos van der Waerden                      |
| Dugard de Daadkrachtige    | Duggard the Decisive     | Carlos Alazraqui       | James Hogg            | Simon Zwiers                              |
| Magnus Finke               | Magnus Finke             | Brad Grusnick          | Gary Whitaker         | Ad Knippels                               |
| Axel Finke                 | Axel Finke               | Jacob Hopkins          | Issac Rouse           | Valentijn Banga                           |
| Finngard Borgomon          | Finngard Borgomon        | Sam Lavagnino          | William Hughes        | Olivier Banga                             |
| Mevr. Borgomon             | Mrs. Borgomon            | Grey Griffin           | Victoria Strachan     | Donna Vrijhof                             |
| Elbot                      | Elbone                   | Roshon Fegan           | Rolan Bell            | Boyan van der Heijden                     |
| Hannahr                    | Hannahr                  | Moira Quirk            | Victoria Strachan     | Leonoor Koster & Bente van den Brand      |
| Ottil                      | Ottil                    | Roshon Fegan           | Raffaele Crolla       | Oscar Siegelaar                           |
| Mama IJzerklauw            | Mama Ironclaw            | Secunda Wood           | Amalia Vitale         | Marloes van den Heuvel                    |
| Lork                       | Lurke                    | Carlos Alazraqui       | Gary Whitaker         | Joost Claes                               |
| Vixa                       | Vizza                    | Tara Strong            | Amalia Vitale         | Jeske van de Staak                        |
| Wroet                      | Snoop                    | Jeff Bennett           | Owen Crouch           | Dennis Willekens                          |
| Labarn                     | Laburn                   | Ashley Bornancin       | Maddie Evans          | Randy Fokke                               |
| Cinda                      | Cinda                    | Brett Pels             | Stella Attar          | Pip Pellens                               |
| Grompelgaard               | Grumblegard              | John C. McGinley       | James Hogg            | Jan Nonhof                                |
| Vadem                      | Fathom                   | Sumalee Montano        | Harriet Carmichael    | Chava voor in 't Holt                     |
| Krill                      | Gill                     | Brad Grusnick          | Nigel Pilkington      | Job Bovelander                            |
| Zeppla                     | Zeppla                   | Cassidy Naber          | Harriet Carmichael    | Nala Admiraal                             |
| Oscar                      | Oscar                    | Patton Oswalt          | Wayne Forester        | Sander van Amsterdam                      |
| Emmy                       | Emmy                     | Grey Griffin           | Kate Harbour          | Hymke de Vries                            |
| Razzie                     | Razzie                   | Jeff Bennett           | Okorie Chuwku         | Timo Bakker                               |
| Marena                     | Marena                   | Grey Griffin           | Amalia Vitale         | Ilse Warringa                             |
| Waldondo del Mundo         | Waldondo del Mundo       | Carlos Alazraqui       | Juan Solari           | Erik van der Horst                        |
| Erik de Ellendige          | Erik the Wretched        | Jeff Bennett           | Jimmy Hibbert         | Johnny Kraaijkamp jr.                     |
| Svetlana de Slinkse        | Svetlana the Sly         | Mary E. McGlynn        | Beth Chalmers         | Donna Vrijhof                             |
| Gemma                      | Gemma                    | Grey Griffin           | Emma Tate             | Lottie Hellingman                         |
| Melodia                    | Melodia                  | Renée Elise Goldsberry | Rachael Louise Miller | Jorien Zeevaart                           |
| Cantata                    | Cantata                  | Brett Pels             | Jenny Bryce           | Nine Meijer                               |
| IJsbert                    | Chillbert                | Roger Craig Smith      | Wayne Forester        | Dennis Willekens                          |
| Plomp                      | Gludge                   | Brian Posehn           | David Holt            | Paul Disbergen                            |
| Jorgen Roodlaars           | Jorgen Redboot           | Roshon Fegan           | David Holt            | Rutger Le Poole                           |

## Titelmuziek
De titelmuziek is ingezongen door The Boom Clack, in de Britse versie wordt het nummer gezongen door Kate Harbour en Jimmy Hibbert. De Nederlandse versie van de titelsong is ingezongen door Jorien Zeevaart, Nine Meijer, Franky Rampen, Erik van der Horst, Joey Schalker en Jonathan Demoor. 

## Nasynchronisatie
De Nederlandse versie werd geregisseerd door Rutger Le Poole en vertaald door Oscar Siegelaar en Natasha Willems. 

## Ontvangst
Toen het eerste seizoen uitkwam waren de meeste reacties vrij negatief. Toen het tweede seizoen uitkwam kreeg de serie meer positieve reacties, vooral van tieners. Op basis van de positieve reacties kwam de Duits-Belgische film Vuurdraak de Zilverdraak. In het begin waren er plannen om een kleuterprogramma te maken over draken. Er werd echter besloten om de serie meer familiegericht te maken, zodat er een serie kwam voor het hele gezin. In tegenstelling tot How to Train Your Dragon heeft deze serie het label 'G' in plaats van 'PG', omdat de actie in deze serie minder heftig is en kijkers kunnen de draken verstaan waardoor men niet hoeft te zien wat ze bedoelen. Voor zeer jonge kinderen is meekijken soms gewenst, vanwege de acties en het taalgebruik.